# Ivandro Cunha Lima
Ivandro Moura Cunha Lima (Guarabira, 26 de Maio de 1930 – Campina Grande, 28 de maio de 2022) foi um advogado, tabelião, proprietário rural e político brasileiro. 

## Biografia
Filho de Demósthenes Cunha Lima e Francisca Bandeira da Cunha. Estudou no Seminário Diocesano e no Colégio Diocesano Pio XI em João Pessoa. Vindo a cursar o bacharelado em Direito na Faculdade de Direito do Recife, Casa de Tobias Barreto, sendo diplomado em 25 de Maio de 1956, um dia antes de completar 26 anos.

### Carreira política
Ivandro começou atuando na política estudantil, tendo sido presidente do Centro Estudantal Campinense. Em 1974 foi eleito suplente de Senador juntamente com Rui Carneiro, assumindo o mandato em 1977 por decorrência da morte do titular.
Em 1978, com a entrada dos Senadores Biônicos no Senado Federal, Ivandro chegou a ser eleito 4º Secretário da Casa, declinando à indicação por reverência aos planos traçados pelo MDB, que foi contra a participação dos biônicos na Mesa Diretora do referente biênio. Em 1980, após analisar os números do Movimento Democrático Brasileiro na casa revisora, Ivandro constata que o partido teria o direito de indicar o ocupante da 1ª Vice-Presidência do Senado ou da 1ª Secretaria, tendo sido indicado pelo líder para a segunda opção, inclusive com deferências do partido do governo, ARENA.
Em 1982, quando terminou seu mandato de Senador, Ivandro iniciou sua campanha para a Câmara Federal, desistindo durante a campanha por motivos de saúde.
Afastando-se da política partidária por uns tempos, Ivandro é indicado para o BNDES, por sua capacidade e prestígio junto ao Presidente eleito Tancredo Neves, no Rio de Janeiro, onde permanece até o início da década de 90, quando retorna aos palanques, desta vez como candidato a Deputado Federal, tendo como número o 1511 ("Meu voto Federal!"), apoiando seu irmão Ronaldo Cunha Lima que foi candidato ao Governo da Paraíba, vencendo ambos as eleições. Ivandro obteve 44.231 votos ou 5,95% do eleitorado.
No Governo do irmão Ronaldo, pela única vez, Ivandro se afasta da Câmara a fim de assumir a chefia da Casa Civil do Governador.
Em 1994, Ivandro é candidato a reeleição pelo PMDB, elegendo-se, desta vez com 53.747 votos ou 5,62%.
No ano de 1998, após desentendimentos dentro do partido - leia-se PMDB- Ivandro decide deixar os palanques, como candidato, porém figurando até hoje como uma das peças chave do grupo Cunha Lima.
Três anos após deixar o Congresso Nacional, Ivandro é homenageado pelo Senado com a inauguração do Espaço Cultural Senador Ivandro Cunha Lima, no dia 13 de Março de 2001.
Em 2002, seu sobrinho Cássio Cunha Lima é eleito Governador da Paraíba, assim, Ivandro recebe convite e retorna ao Gabinete Civil do Governador, permanecendo por mais de 3 anos.
Em 2010 é eleito 2º suplente de senador através de seu sobrinho Cássio Cunha Lima, com mais de 1 milhão de votos.

### Atuação parlamentar
Algumas de suas atuações parlamentares podem ser encontradas nos sites do Senado e da Câmara.
No fim de 1994 e início de 1995, Ivandro é relator da PEC 53/95 que estabelece as eleições gerais e a coincidência de mandatos. Ivandro foi, ainda, o criador do PL 3.862-A/97 que dispunha sobre a distribuição gratúita de remédios para portadores da Diabetes Melittus, dentre outros.